# Level Five (EP)
Pour les articles homonymes, voir Level 5.
Albums de King Crimson
Sex Sleep Eat Drink Dream
(1995) Happy with What You Have to Be Happy With
(2002)
Level Five est un album live de King Crimson enregistré en 2001 aux États-Unis et au Mexique, et sorti la même année.

## Titres
Toutes les chansons sont d'Adrian Belew, Robert Fripp, Trey Gunn et Pat Mastelotto sauf indication contraire.
1. Dangerous Curves – 5:38
2. Level Five – 8:35
3. Virtuous Circle – 10:00
4. the construKction of light – 8:23
5. The Deception of the Thrush (Belew, Fripp, Gunn - ProjeKct Two 1998) – 6:40
Plus (chanson cachée après une minute de silence) :
6. ProjeKct 12th and X – 5:26

## Musiciens
- Robert Fripp : guitare
- Adrian Belew : guitare, chant
- Trey Gunn : warr guitar
- Pat Mastelotto : batterie